# اضطرابات الجهاز الهضمي الوظيفية
اضطرابات الجهاز الهضمي الوظيفية (بالإنجليزية: Functional gastrointestinal disorders ومختصرها FGID)‏ هي مجموعة من الاضطرابات المنفصلة مجهولة السبب والتي تحدث في أجزاء مختلفة من القناة الهضمية وبضمنها فرط التحسس الحشوي وخلل حركة الجهاز الهضمي.
يعد تزايد تنشيط الخلية البدينة من أبرز العوامل التي تظهر في كل أنواع اضطرابات الجهاز الهضمي الوظيفية وتساهم في فرط التحسس الحشوي وخلل الوظيفة الطلائية والعصبية العضلية والحركية.

## الانتشار
توجد اضطرابات الجهاز الهضمي الوظيفية في 60 إلى 70٪ من الشعبين الكندي والأمريكي. ويصيب متلازمة القولون المتهيج وعسر الهضم الوظيفي 16 إلى 26٪ من العالم وحدهما.

## التصنيف
ساعدت عملية روما في تعريف اضطرابات الجهاز الهضمي الوظيفية. وقد اقترحت لقاءات روما الأول والثاني والثالث نظام تصنيفي توافقي ومصطلحات.
- اضطرابات المريء الوظيفية
  - حرقة الفؤاد الوظيفية
  - ألم صدر وظيفي يفترض أصله من المريء
  - عسر البلع الوظيفي
  - لقمة هستيرية
- اضطرابات قولونية وظيفية
  - إمساك وظيفي
  - ألم المستقيم الوظيفي
- عسر البلع الوظيفي
  - ألم صدر لا قلبي
- ألم البطن الوظيفي المزمن
- متلازمة القولون المتهيج